# Exit Speed
Exit Speed é um filme americano de 2008, dos gêneros ação-drama, dirigido por Scott Ziehl, com roteiro de Sally Helppie e Michael Stokes. Gravado em Dallas, Texas, onde estreou, foi exibido em Cannes em 2008.

## Sinopse
Na véspera do Natal, dez pessoas desconhecidas viajam pelo Texas e começam a ser perseguidos na estrada por um grupo de motoqueiros. Após resistirem por bastante tempo, em um momento de desespero, o grupo decide partir para o ataque.

## Elenco
- Desmond Harrington .... Sam Cutter
- Lea Thompson .... Maudie McMinn
- Julie Mond .... Merideth Cole
- Alice Greczyn .... Annabel Drake
- Fred Ward .... Sargento Archie Sparks
- Gregory Jbara .... Jerry Yarbro
- David Rees Snell .... Danny Gunn
- Kelli Dawn Hancock .... Desiree
- Nick Sowell .... Duke
- Everett Sifuentes .... Sr. Vargas
- Wally White .... Walter Lindley
- Danielle Beacham .... Joey Ryan
- Asante Jones .... Xerife Tom Jasper
- Roy Samuelson .... Vic Towbridge